# Mimonemophas quadrifasciatus
Mimonemophas quadrifasciatus är en skalbaggsart som beskrevs av Stefan von Breuning 1961. Mimonemophas quadrifasciatus ingår i släktet Mimonemophas och familjen långhorningar. Inga underarter finns listade i Catalogue of Life.